# Трамваји у Инзбруку
Трамвајска мрежа Инзбрука тренутно је организована на шест рута (бројеви 1, 2, 3, 5, 6 и СТБ) и има укупну дужину од 44 km (27 mi).
Електрификација службе почела је 1905. године, што је било прилично касно у поређењу са градовима сличне величине у другим деловима Аустрије.
Железницу долине Стубаи, која дели колосек од једног метра градског трамвајског система, тренутно такође опслужују трамваји и дели неке од трамвајских линија у центру града: користи исте колосеке као трамвајске руте 1 и 3 између својих бивших станица и главне железничке станице у Инзбруку .
Трамвајском мрежом у Инзбруку управља компанија "Innsbrucker Verkehrsbetriebe und Stubaitalbahn". 

## Историја

### 1905–08
Прва трамвајска пруга отворена је за јавну употребу 15. јула 1905. То је у ствари било проширење услуге коју пружа постојећа фирма која је од 1891. водила парну железницу ширине једног метра између југозападног руба Инзбрука и Хала у Тиролу, десет километара источно. Нова трамвајска линија је била 2,3 km (1,4 mi) дуга, повезује Судбанхоф (јужна станица) са Штатсбанхофом (главна станица - данас позната као западна станица). Линија је водила од Штатсбанхофа, преко гвозденог моста преко железничке пруге Арлберг, до Бергизелбанхофа на ободу града. У почетку је трамвајска служба саобраћала само између 07:00 и 20:00. Трамваји су били напајани једносмерном струјом из надземних жица од 500 волти.
И пре отварања прве линије, већ се радило на продужетку. 1,7 km (1,1 mi) дуга Саген линија отворена је 18. новембра 1905. Ова деоница се гранала од градске трамвајске линије у улици Музеј, пратила је вијадукт Судбан у правцу главне железничке пруге, настављајући до Улице Адолфа Пихлера (данас Конрадова улица). Када је линија Саген отворена, њоме је управљао шатл који се повезивао са градском трамвајском линијом у улици Музеја.
Десет двоосовинских електричних трамваја купљено је од железничке компаније из Граца за управљање новом мрежом, а они су ушли у промет са бројевима возног парка 36–42 за трамваје који опслужују градску линију и 43–45 за три трамваја која управљају огранком Сагена за превоз на кратким релацијама. Број путника се брзо повећавао и неколико малих вагона без погона је узето са "L.B.I.H.i.T." пруга, која ће се користити у комбинацији са новим трамвајима за услуге градског трамваја. "L.B.I.H.i.T." служба између Инзбрука и Хала у Тиролу није могла лако да баци ова возила, па је 1906. године предузеће набавило четири нова трамваја без погона. Додатно, два летња вагона отвореног типа су пребачена са друге локалне једнометарске планинске пруге и прилагођена за употребу са трамвајима. Они су већ имали електрично осветљење и електрично грејање.
Отварање жичаре Хунгербург 1906. године дало је разлог за даље проширење трамвајске мреже, а такође и повод за расправе у градском ћу везане за руте. На крају је изграђена нова линија, која је отворена 1908. године, између улице Андреаса Хофера, дуж Максимилијанове улице, до Јужне станице, ефективно спајајући некадашњу Сагенову линију од Музејске улице. Набављена су два додатна моторна трамваја (46 и 47) за опслуживање продужене пруге.

### 1909–11
Године 1909. коначно су отпочели радови на електрификацији линије Инзбрук-Хал у Тиролу . Истовремено је дошло до општије трансформације која је укључивала трасе ка граду других локалних планинских пруга, што је такође укључивало проширење мреже градског трамваја. Изграђена је нова трамвајска линија која повезује локалне терминале планинских железница са центром града. Ова линија је ишла од Штатсбанхофа (главне станице) до Долингер Ин-а на Ланчаном мосту.
Отварањем нове линије, мрежа је добила бројеве линија. Нова линија је била линија 2, док је линија Саген из улице Музеја постала линија 1. Првобитна градска линија постала је линија 3, а пруга до Хала у Тиролу је спојена у трамвајску мрежу као линија 4, иако је и даље била позната људима у Инзбруку као Халерова линија, по граду Хал. За нову електрифицирану линију 4, купљно је осам трамваја на четири осовине од железничке компаније из Граца, који су преузели идентификационе бројеве 1–8 од парних локомотива које су заменили. За Линију 2 купљено је још шест моторних двоосовинских градских трамваја. Они су користили бројеве 48–54. Ова последња серија користила је брзе моторе који су били снажнији од мотора постојећих двоосовинских градских трамваја.
До почетка 1910. електрификација линије 4 је завршена. Последњи парни воз саобраћао је пругом 6. јануара 1910. године, када је  замењен трамвајем на електричну вучу једносмерне струје од 1000 W. Потом је 29 вагона који су служили на линији прилагођено за употребу као приколице-трамваји без погона на истој тој линији. У центру Инзбрука трамвајска услуга је била све популарнија, а линија 1, раније звана линија Саген, често је саобраћала са возом са три трамваја.

### 1911–14: Прадл проширење и друга побољшања
Године 1911, настављено је детаљно планирање проширења линије 3 до Амраса, југоисточног дела Инзбрука. Идеја је настала још 1908. године, али је тада била одложена, делом због недостатка одговарајућег распореда улица, али највише јер је ово био период урбаног ширења и обнове на источној страни града. Преферирана рута за проширење је почињала од улице Музеја и пролазила преко реке Сил код моста гасовода, и дуж улице Дефрегер, Прадлер и Амрасер улице до Амраса. Улице дуж целе трасе још увек нису биле погодне, тако да су се у почетку радови одвијали само на продужетку пруге до Прадла, на источној страни центра града. Нови мост гасовода је био изграђен по изузетно јаким спецификацијама како би могао да издржи тежину трамваја, али се после моста показало да је због погрешних прорачуна у фази пројектовања, иако је мост заиста био довољно чврст да издржи тежину трамваја, није био довољно јак да издржи већу тежину трамваја са људима у њему. Оно што је резултирало, дакле, била је шатл линија између моста гасовода и трамвајског терминала у Прадлу на једној страни моста, и остатка линије 3 који иде са друге стране моста гасовода дуж Максимилијанове улице. У средини су путници морали да напусте трамвај и пређу мост пешке.
Ипак, за додатну дужину пруге купљена су још четири градска трамваја са бројевима 32–35. Како се испоставило, ово би била последња значајна куповина нових трамваја за град у последњих педесет година.
Године 1911. уведена је нова шема нумерације трамваја. Трамваји на погон задржали су постојеће бројеве. Приколицама и трамвајима без погона додељен је троцифрени број који почиње са 1. Неки приколица-трамваји преузети од локалних планинских железничких система задржали су своје постојеће бројеве који су већ били у складу са овом шемом, док су приколица-трамваји набављени за градски трамвај или за стару пругу Инзбрук-Хол (сада линија 4) промењени. Сви теретни вагони који раде на трамвајској мрежи пренумерисани су новом троцифреном шифром, почевши од 2.
Године 1912. "L.B.I.H.i.T." је управљао са четири једноколосечне пруге, користећи 31 моторни вагон, 33 приколице-трамваја без погона, 6 теретних вагона и вагон за чишћење снега. Године 1913. планиран је нови мост преко реке Сил, довољно јак да издржи тежину трамваја и његових путника, тако да је линија 3 могла да иде све до Прадла без прекида: мост је био готов 1914. До 1914. године завршени су и радови на првој етапи замене једноколосечних градских трамвајских линија са дуплим колосецима.

### 1914–18: Рат
За трамваје из Инзбрука, непосредни утицај избијања рата у јулу 1914. био је економски. Постало је тешко набавити резервне делове. Недостајало је радно способних људи за управљање трамвајима, а било је и потешкоћа у погледу финансирања. Године 1914. многи радници су скинути из трамваја да раде на пругама од већег стратешког значаја, а на два месеца линије 2 и 3 морале су да престану са радом. Такође 1914. године изграђен је додатни колосек на Јужној станици да би се олакшао трансфер рањених војника, а 1916. године линија 3 је продужена како би се обезбедила трамвајска веза од ове станице до здравствене установе (данас касарна Конрад) у Амрасу . Године 1916. две додатне трамвајске приколице купљене су половне од планинске железнице Лана-Мерано . Особље за одржавање постало је све инвентивније у проналажењу начина да трамваји наставе да раде упркос одсуству резервних делова.
Године 1918.  "L.B.I.H.i.T." је купио четири половна трамвајска мотора на парни погон из Женеве како би ослободио више електричних трамваја за превоз рањених војника у центру града. Међутим, осим неколико пробних вожњи на линији Хал, они су били мало коришћени пре него што се рат завршио крајем 1918.

### 1919–38: Међуратни период
Упркос акутној финансијској штедњи након рата, поново су се појавили разговори о проширењу трамвајске мреже у Инзбруку. Линија 3 је продужена до гробља Прадлер, а више преосталих једноколосечних деоница трамваја у центру града замењено је двоколосечним. Крајем 1920. делови пруге дуж пруге 2 морали су да се замене због коришћења неисправних делова током година несташице делова. Од 1921. године, траса којом је кренула линија 3 поново је скраћена, не иде све до гробља. 27. јуна 1923. "L.B.I.H.i.T." је отворио нову линију, идентификовану као Линија 0. Ово је била кружна линија око централног дела Инзбрука, која дели пругу са постојећим линијама и отворена као одговор на захтеве градског већа за сталну непрекидну трамвајску везу од главне станице до центра града. Међутим, из неког разлога линија није успела и два месеца касније услуге на линији 0 су повучене, а разматране су и алтернативне опције. Услуге линије 0 су се вратиле 1. маја 1924. године, али је тема кружне руте наставила да изазива неслагање, а уследила су даља повлачења и обнављања услуге. 1924. је такође била година у којој је линија 1 – некада позната као грана Саген – проширена и интегрисана са линијом 3, смањујући потребу да људи мењају трамвај. Године 1925. уведена је линија 5 која је делимично компензовала повлачење (поново) линије 0, а ове године је такође било могуће вратити линију 2 у рад, на кратко, пре него што је учесталост техничких кварова довела до њеног обустављања опет. Постављена је нова пруга која протеже линију 3 од зграде Регионалног суда до Трга Вилтенер, а следеће године је, по потреби, заменила редовни саобраћај на траси линије 5.
Године 1928, крај градског терминала на линији 4 премештен је са Бергизела на Вилтенер трг. Године 1930. саобраћај у Инзбруку прешао је на вожњу десном страном пута, што је захтевало бројне скупе адаптације на трамвајској мрежи. Реконфигурација 1930/31. укључивала је уклањање линије 5 и компензацијског рачвања за линију 1, са граном од Бергизела до главне станице која је сада означена као линија 1Б. Даље реконфигурације уследиле су 1932. године у повратку од светске економске кризе.

### 1939–45: Још рата
Обнова Мухлауеровог моста је завршена током година Нацизма, стварајући велики нови путни приступ граду. Године 1939. шине за локалну линију до Солбад Хала (како се тада звао Хал у Тиролу) додате су новом путу преко моста, а од сада Линија 4 користи шине Линије 1 за прилазак мосту Мухлауер. Године 1941. старе шине су рециклиране да би се удвостручио остатак Линије 3 и за њу изградила нова секција са двоструким колосеком, која се сада протеже до улице Рудолфа Грајнца где је створена петља за скретање. 1941. је такође била година у којој је Инсбручко транспортно предузеће, у чијем саставу је био бивши "L.B.I.H.i.T." заједно са неколико локалних аутобуских линија, основано.
У ратним годинама дошло је до наглог повећања броја путника, за 14,5 милиона путовања трамвајем забележених годишње до 1942. Од планова за куповину нових трамваја се, међутим, морало одустати, јер је производња наоружања била приоритет за произвођаче. Ипак, залихе резервних делова су и даље биле доступне. Године 1944. возном парку који је био намењен београдској трамвајској мрежи прикључио се и један трамвај. Овај трамвај великог капацитета производње фирме Ернесто Бреда из Милана ушао је у промет као трамвај број 60; његове модерне карактеристике брзо су га учиниле омиљеним међу возачима и путницима.
Током ратних година траса Линије 6 је у неколико наврата била тешко оштећена од бомбардера. Пред крај рата све већи број трамваја је оштећен у борбама, а недоступност заменских делова постала је све већи проблем. Један трамвај са погоном морао је да се преправи као приколица-трамвај без погона. Ипак, четири моторна аутомобила и пет приколица су уништена током бомбардовања.

### 1945–60: Реконструкција за време штедње
После рата уништене деонице пруге су брзо реконструисане, тако да су трамваји поново саобраћали на свим пругама до августа 1945. године. Међутим, обнављање комплетне трамвајске флоте трајало је дуже. Године 1947. Винтертур је поклонио моторни трамвај Солбад Халу, који је био његов швајцарски град партнер ; ово је започело неопходно повећање залиха употребљивих трамваја на моторни погон. Постојали су планови за куповину нових трамваја 1949. године, али су они морали бити одложени због недостатка новца. 1950. године, међутим, седам моторних трамваја је купљено из Базела, што је ублажило притисак. У наредне две године зелени трамваји из Базела издвајали су се од осталих јер није било расположивих средстава за фарбање у ливреји трамвајске флоте Инзбрука. Из Базела су 1952. дошла још два трамваја, а 1953. купљено је још неколико половних швајцарских трамваја, овога пута из Туна . Међутим, утврђено је да су ови неприкладни за дужу линију 4 (линија Хал), па су се на локалној железници долине Стубаи користили трамваји без погона, а моторни трамваји су коришћени углавном за ранжирне радове. Године 1955. било је могуће набавити још четири моторна трамваја: ови су долазили из Цириха . Мало по мало током 1950-их, новији трамваји из Швајцарске су коришћени да замене првобитни трамвајски возни парк Инзбрука, од којих велики део још увек датира из раних деценија 20. века. Како су набављени, нови трамваји су и сами модернизовани, опремљени савременим компактним механизмима за спајање. Кочнице су биле постављене на све осовине без кочнице. Мање застарели трамваји у флоти Инзбрука који нису били предвиђени за пензионисање добили су сличне надоградње својих механизама за спајање и кочница.
Године 1956. био је готов нови Концертни мост, а било је могуће уклонити стари гвоздени трамвајски мост који је прелазио преко Арлбергске железничке пруге, што је омогућило даљу мању рационализацију трамвајског распореда у овом делу центра града.

## Бројеви путника
Трамвајски саобраћај је брзо постао прихваћен у Инзбруку након 1905. године и раст броја путника је био снажан, што је захтевало улагања у додатне нове трамваје. Позитивни трендови су настављени све до избијања Првог светског рата .
Након рата више није било масовне употребе трамваја који су се користили за превоз рањених војника назад са линије фронта и укупна употреба трамваја је опала, али су током 1920-их и 1930. године трамваји ипак били срце транспортних услуга Инзбрука, иако се током средњег дела 1920-их део оператера моторних аутобуса појавио на сцени и почео да снижава цену трамваја. Средином 1930-их број путника се драстично смањио као одговор на смањени животни стандард и приходе који су уследили након економског краха на почетку деценије. Међутим, након уједињења са Немачком почетком 1938. године, просперитет се вратио, а број путника се вратио на нивое пре кризе.